# أنطونيو هييرو
أنطونيو هييرو (بالإسبانية: Antonio Ruiz Hierro)‏ هو لاعب كرة قدم إسباني في مركز الدفاع، ولد في 5 يوليو 1959 في بلش مالقة في إسبانيا. لعب مع نادي إيركوليس.